# Tess of the Storm Country (1932)
Tess of the Storm Country is een dramafilm uit 1932 onder regie van Alfred Santell. De film is gebaseerd op het gelijknamige boek uit 1909 van Grace Miller White.

## Verhaal
Tess Howland is de dochter van een schipper, die heel haar leven heeft doorgebracht op zijn boot. De kapitein besluit dat het hoog tijd is om op het platteland te wonen, omdat Tess inmiddels een leeftijd heeft bereikt waarop ze alle aandacht krijgt van de bemanning. Ze gaan aan wal in Engeland en wonen als krakers in een klein pand in Storm Country. De slechtgemanierde, maar welvarende Frederick Garfield merkt op dat de familie Howland woont op zijn land en laat hun hut afbranden.
De kapitein vindt echter al snel een andere hut. Samen met vriend Ben Letts gaat hij illegaal vissen om de kost te verdienen. Tess mag eigenlijk niet met ze meegaan, maar sluipt stiekem op haar boot. Ze blijkt de held van de dag te zijn, als ze een man redt die van zijn boot is geslingerd nadat hij vast kwam te zitten in hun net. Hij is haar zeer dankbaar, maar zij stuurt hem weg als ze krijgt te horen dat hij Frederick Garfield, Jr. is, de zoon van de man die hun huis platbrandde.
Niet veel later vindt er een feest plaats. Letts probeert Tess het hof te maken, maar zij heeft geen interesse in hem. Hij laat zich niet af te wijzen en stort zich op haar, totdat haar aap Peppy hem bewusteloos slaat met een steen. Niet veel later houdt ze Fred schuil in haar hut. Hij wordt achterna gezeten door een man met een geweer, omdat hij flirtte met zijn dochters. Tess slaat hem als hij haar probeert te zoenen, maar geeft hem een tweede kans en leert hem goed kennen.
De schipper, Letts en Ezra worden tijdens het illegaal vissen betrapt door agent Dan Taylor, die een verhouding heeft met Freds zus Teola. Letts wil niet gearresteerd worden en schiet Dan dood. Hij houdt zich schuil in een grot en dreigt Ezra neer te schieten als hij hem verraadt. Een rechtszaak volgt en uiteindelijk wordt de vader van Tess veroordeeld voor de moord die Letts heeft begaan. Terwijl Fred de onschuldige man probeert te redden, is Tess getuige van Teola's zelfmoordpoging.
Tess redt haar en schakelt de hulp van vroedvrouw Martha in om Teola te helpen met haar bevalling. Teola, die van de hogere kringen komt, kan niet leven met het feit dat ze is bevallen van een buitenechtelijk kind. Tess belooft dat haar geheim veilig is bij haar en neemt de zorg over de baby op zich. Eenmaal bij haar hut, doet Letts nog een huwelijksaanzoek. Hij wordt opnieuw agressief als ze hem afwijst, maar ze wordt gered door Fred. Hij is echter gechoqueerd als hij Tess met een baby ziet en gelooft Letts' leugen dat het kind van hem en Tess is.
Op een gegeven moment raakt de baby ernstig ziek. Tess bezoekt huize Garfield om Teola om hulp te vragen. Ze helpt haar stiekem met het meesmokkelen van voedsel. Tess wordt echter betrapt door Teola's vader, die haar uitmaakt voor een dief. Ze wordt afgevoerd, maar Teola durft de waarheid niet op te biechten. Tess krijgt later te horen dat de baby binnenkort zal sterven. Ze wil dat de baby de hemel in mag en sluipt naar de kerk om hem te dopen. De familie Garfield is op dat moment ook aanwezig in de kerk. Teola biecht op dat moment de waarheid op en barst in tranen uit. Uiteindelijk wordt de schipper vrijgelaten als Ezra onthult dat Letts de moordenaar is. Fred weet nu de waarheid over de baby en biedt zijn verontschuldigingen aan. Aan het einde zoenen Tess en Fred elkaar.

## Rolverdeling
| Acteur              | Personage              |
| ------------------- | ---------------------- |
| Janet Gaynor        | Tess Howland           |
| Charles Farrell     | Frederick Garfield Jr. |
| Dudley Digges       | Kapitein Howland       |
| June Clyde          | Teola Garfield         |
| Claude Gillingwater | Frederick Garfield Jr. |
| George Meeker       | Dan Taylor             |
| Sarah Padden        | Martha                 |
| Edward Pawley       | Ben Letts              |

## Achtergrond
De film is de derde verfilming van het boek. Mary Pickford speelde de titelrol eerder in de verfilming uit zowel 1914 als 1922. De vierde en nochtans laatste verfilming vond plaats in 1960. De audities verliepen niet zonder problemen. De mannelijke hoofdrol zou in eerste instantie gespeeld worden door Alexander Kirkland en actrice Evalyn Knapp zou de rol van Teola op zich nemen. Ze werden allebei vervangen door andere acteurs.